# FIFA Football 2003
FIFA Football 2003 è un videogioco di calcio sviluppato da EA Sports e pubblicato da Electronic Arts. È il decimo capitolo della serie di videogiochi FIFA.
Il gioco è uscito nel 2002 per  Microsoft Windows, Game Boy Advance, Xbox, PlayStation, PlayStation 2 e Nintendo GameCube e nel 2003 per il telefono cellulare.

## Nuove caratteristiche
Il gioco comprende 16 leghe calcistiche, 345 squadre e 6.976 giocatori.
Inoltre sono stati modificati sensibilmente il gameplay, rivoluzionando il 75% delle regole rispetto alle precedenti edizioni, e la grafica, migliorando notevolmente i corpi e i movimenti dei giocatori. Infine sono stati migliorati gli stadi (arrivati a 16), le coreografie del pubblico e i commenti audio (voci in italiano di Bruno Longhi e Giovanni Galli). Nuovo anche il sistema di tiro dei calci piazzati, è ora possibile determinare l'effetto che si vuole dare al pallone.

## Copertina
Sulla copertina italiana del videogioco si trovano le immagini di Ryan Giggs del Manchester Utd, di Edgar Davids della Juventus e di Roberto Carlos del Real Madrid.

## Modalità
- Gioca: la classica amichevole, si possono scegliere due squadre e quale controllare giocando contro il computer o contro un secondo giocatore.
- Carriera: la classica modalità allenatore, in cui si controlla una squadra e si gioca un intero campionato partecipando alle coppe nazionali, ed eventualmente alla Champions League o alla Coppa UEFA (che appare col nome di Coppa Efa). La carriera ha una durata massima di cinque anni.
- Torneo: si partecipa a tornei di livello continentale e mondiale per club (Champions League etc) o per Nazionali (Europei e Mondiali).
- Coppa personalizzata: si può creare un torneo con le squadre selezionate dal giocatore.

## Campionati
- Bundesliga
- Jupiler League belga
- Liga do Brasil
- SAS Ligaen
- Barclays Premier League
- Ligue 1
- Bundesliga
- Serie A
- K-League
- Tippeligaen
- Scottish Premier League
- Primera División spagnola
- Allsvenskan
- Super League
- Major League Soccer

## Livelli di difficoltà
Il gioco prevede quattro livelli di difficoltà così ripartiti dal più facile al più difficile: Principiante - Dilettante - Esperto - Campione.

## Curiosità
- Se durante una partita di una qualsiasi competizione ufficiale si sceglie l'opzione abbandona partita si subisce automaticamente una sconfitta per 2-0. Se si abbandona durante un incontro di coppa si perde il confronto nel suo insieme.
- A causa di un bug, il calciatore più forte presente nel gioco era Matteo Brighi, con un overall di 97[1].

## Colonna sonora
- a.mia - "Jumpin' to the Moon (Unexplored Field Mix)"
- Antiloop - "In My Mind"
- Avril Lavigne - "Complicated"
- Bedroom Rockers - "Drivin'"
- Dax Riders - "Real Fonky Time"
- D.O.G. - "Force"
- Idlewild - "You Held the World in Your Arms"
- Kosheen - “Hide U”
- Kosheen - "Pride"
- Ms. Dynamite - "Dy-na-mi-tee"
- Safri Duo - "Played A-Live (The Bongo Song)"
- Sportfreunde Stiller - "Independent"
- Spotrunnaz - "Bigger and Better"
- Timo Maas - "To Get Down (Fatboy Slim Remix)"